# Żelazów (województwo mazowieckie)
Żelazów – wieś w Polsce położona w województwie mazowieckim, w powiecie węgrowskim, w gminie Korytnica. Ma status sołectwa.
Wieś szlachecka Żelazowo położona była w drugiej połowie XVI wieku w powiecie liwskim ziemi liwskiej województwa mazowieckiego. Miejscowość była przejściowo siedzibą gminy Jaczew. W latach 1975–1998 miejscowość należała administracyjnie do województwa siedleckiego.
Wierni Kościoła rzymskokatolickiego należą do parafii św. Wawrzyńca w Korytnicy.

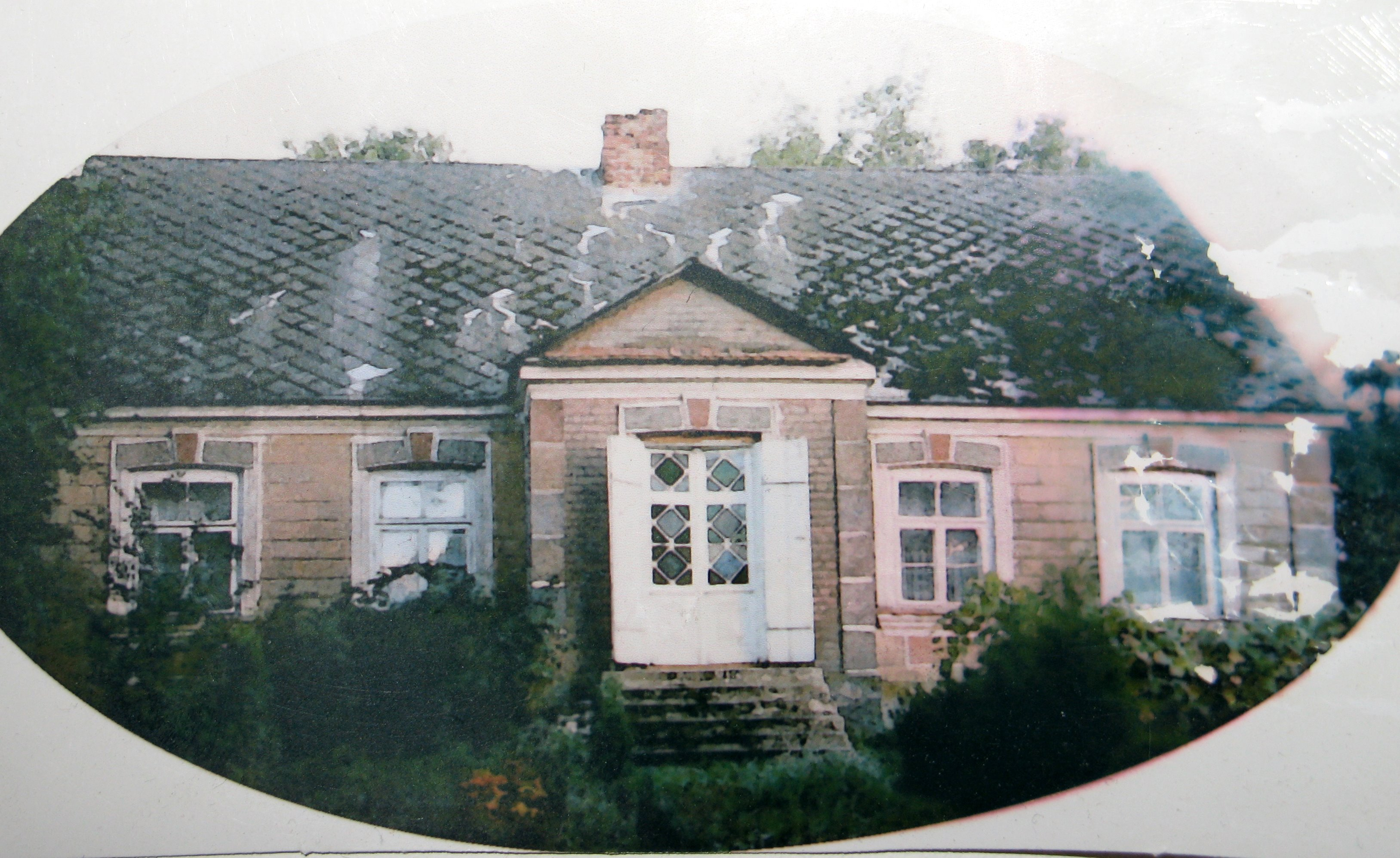
Najstarszy murowany dom we wsi pochodzi z 1919 roku